# Postbus (vervoermiddel)

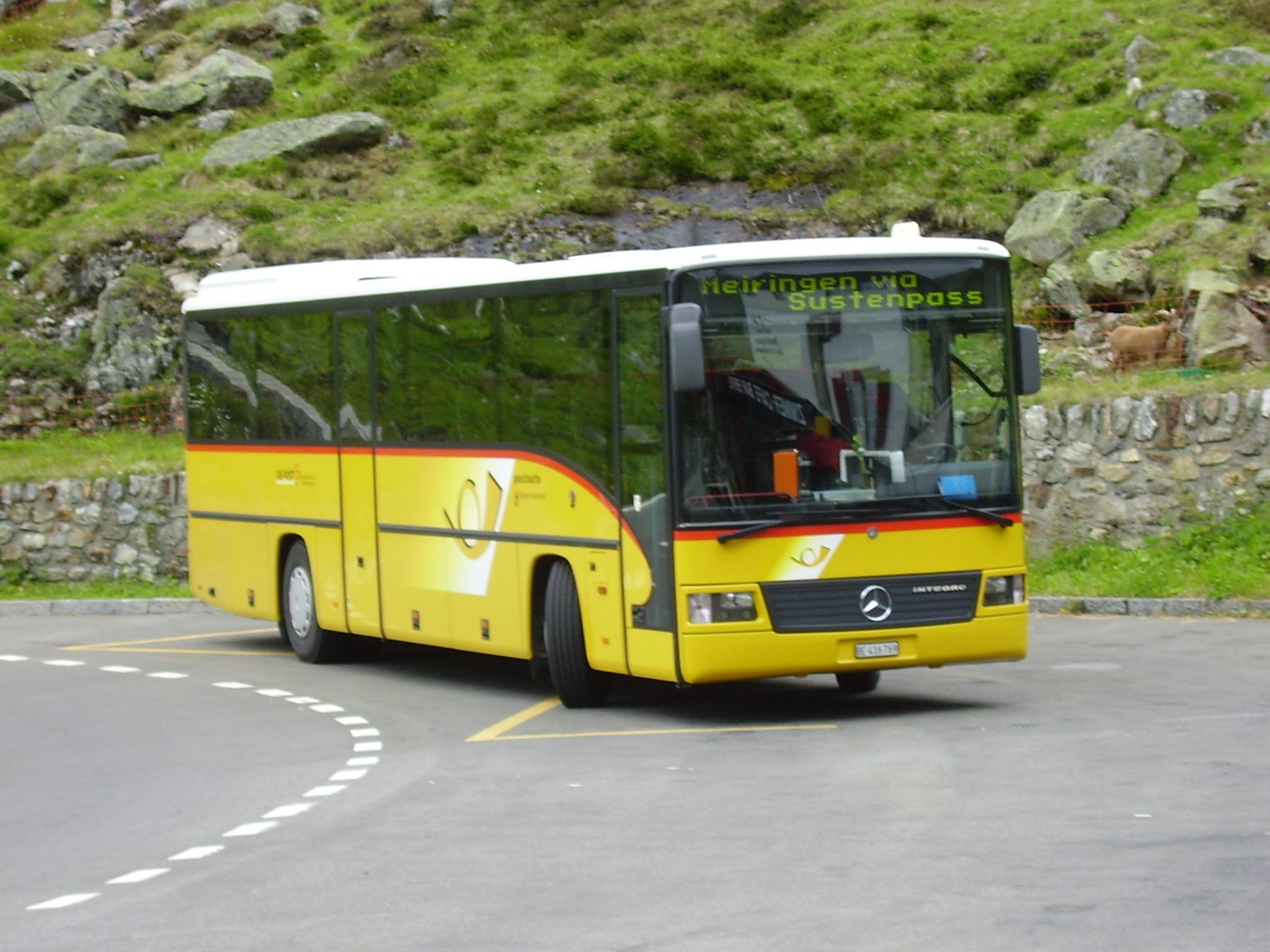
Zwitserse postbus op de Sustenpas

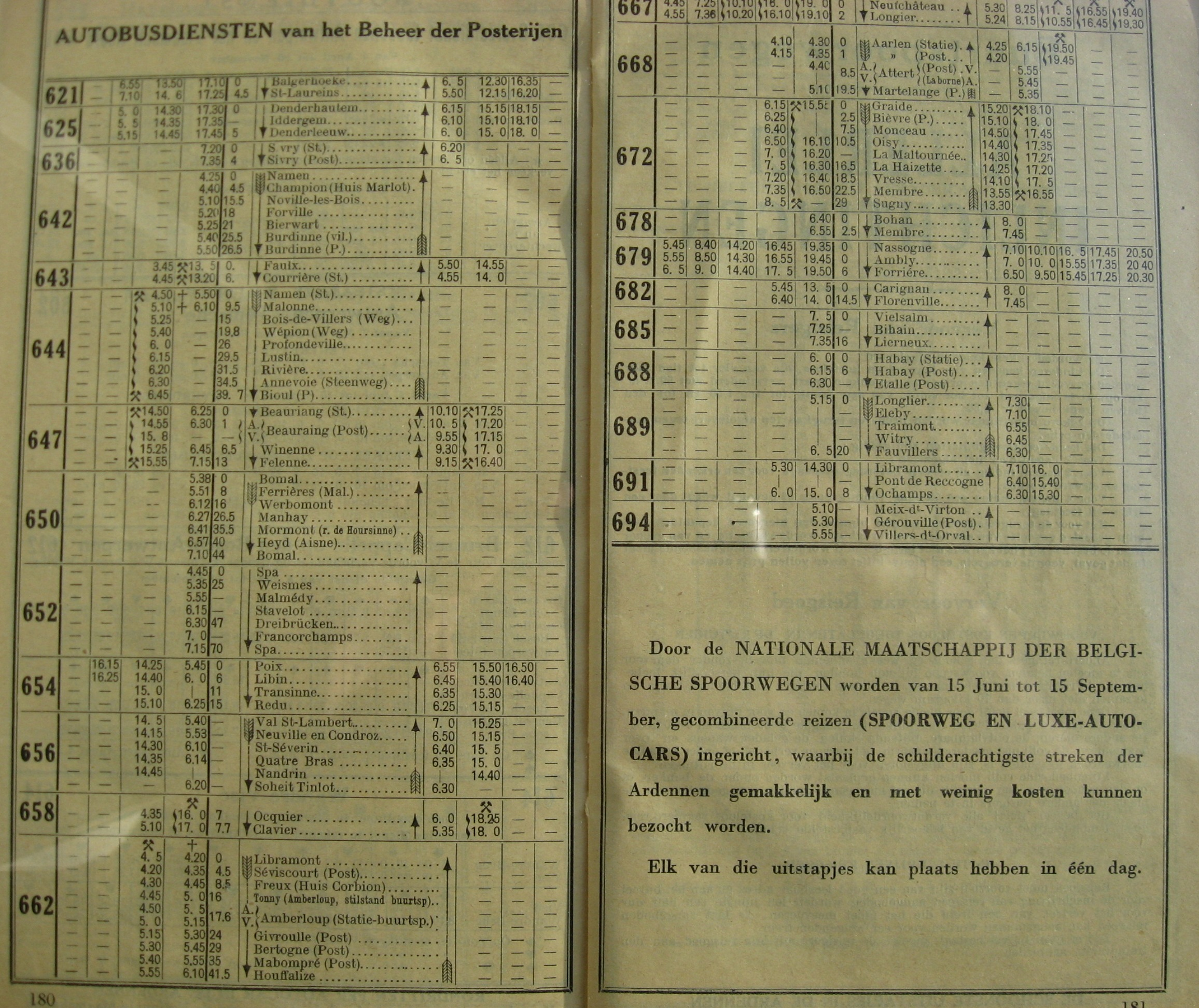
Belgische postbussen (dienstregeling 1933)

Een postbus (in Zwitserland postauto genoemd) is een door de postdienst geëxploiteerde autobus die soms alleen passagiers, soms zowel post als passagiers vervoert. Postbussen rijden in onder meer Zwitserland, Duitsland en Oostenrijk. In Nederland en België en hebben in het verleden ook postbussen gereden.
De combinatie van post- en reizigersvervoer maakt het mogelijk om openbaar vervoer aan te bieden in afgelegen streken waar een gewone busdienst te onrendabel is. Omgekeerd maakt zelfs een beperkte lijndienst het mogelijk om op vaste tijdstippen beperkte postzendingen van grotere stukken te distribueren, zoals in Griekenland gebeurt.